# Dipòsit de fundació

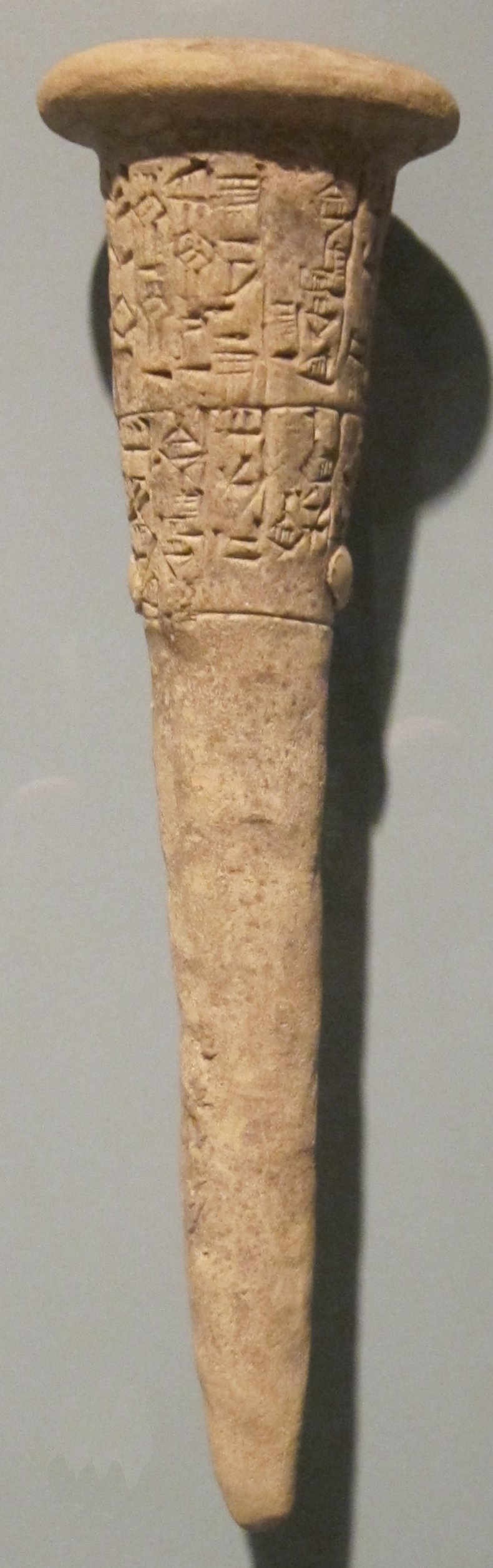
Dipòsit de fundació babiloni de terracota, ca. 2500 aC

Un dipòsit de fundació és un objecte o sèrie d'objectes enterrats sota terra o entre els murs d'una edificació (sovint de temples o tombes de l'antic Egipte) per satisfer la voluntat dels déus i protegir el monument, antigament, o per assegurar la fama del constructor. Solien estar emplenats d'objectes cerimonials, normalment amulets, escarabats, menjar o eines rituals en miniatura.